# Металлург (стадион, Липецк)
Центральный стадион «Металлург» (или просто «Металлург») — стадион в Липецке, на котором проводит домашние матчи липецкий «Металлург».

## История
В 1959—1981 велось строительство стадиона для местного «Металлурга», который должен был бы выполнять функцию главного, центрального стадиона в Липецке (также в Липецке есть стадионы на Тракторном и Соколе). В 1998, 2005 и 2018 стадион подвергался реконструкции. По старому регламенту РПЛ на нём мог сыграть матчи РПЛ ФК «Тамбов», но после изменения регламента первые матчи он будет играть на стадионе Мордовия Арена.
Открытие стадиона «Металлург» состоялось в первый день праздника «День города» 13 июля 2018 года. 1-й (Товарищеский) матч, сыгранный там же после реконструкции — «Металлург» vs Ветераны СССР.

## Посещаемость и вместительность
По официальным данным, вместительность стадиона — 14940 мест (после реконструкции 11 000, из них под навесом 2340). По информации сайта Чемпионат.com, средняя посещаемость — 3357 человек за матч..

## Важнейшие матчи на стадионе
«Металлург» на стадионе провёл ряд важных матчей против клубов чемпионатов СССР и России в рамках розыгрышей кубков СССР и России.
- 1/16 финала кубка СССР 1970 — «Металлург» — «Черноморец» 1:1.
- 1/16 финала кубка СССР 1974 — «Металлург» — «Динамо» 0:0.
- 1/16 финала кубка СССР 1985—1986 — «Металлург» — «Арарат» 1:0.
- 1/8 финала кубка СССР 1985—1986 — «Металлург» — «Нива» 1:0.
- 1/16 финала кубка СССР 1991—1992 — «Металлург» — «Пахтакор» 0:0.
- 1/16 финала кубка России 1995—1996 — «Металлург» — «Торпедо» 1:0 (д.в.)
- 1/16 финала кубка России 1997—1998 — «Металлург» — «Торпедо» 1:3
- 1/16 финала кубка России 1998—1999 — «Металлург» — «Локомотив» 2:2 (д.в.), 4:3 (пенальти)
- 1/16 финала кубка России 1999—2000 — «Металлург» — «Алания» 1:0
- 1/16 финала кубка России 1999—2000 — «Металлург» — «Алания» 1:0
- 1/8 финала кубка России 1999—2000 — «Металлург» — «Динамо Ставрополь» 4:0
- 1/4 финала кубка России 1999—2000 — «Металлург» — «Локомотив» 1:2
- 1/16 финала кубка России 2000—2001 — «Металлург» — «Зенит» 2:1
- 1/16 финала кубка России 2002—2003 — «Металлург» — «Шинник» 2:1
- 1/8 финала кубка России 2002—2003 — «Металлург» — «Химки» 0:4
- 1/16 финала кубка России 2003—2004 — «Металлург» — «Алания» 1:2
- 1/16 финала кубка России 2004—2005 — «Металлург» — «Спартак» 1:1
- 1/8 финала кубка России 2004—2005 — «Металлург» — «Торпедо» 1:1
- 1/16 финала кубка России 2005—2006 — «Металлург» — «Шинник» 1:0
- 1/16 финала кубка России 2008—2009 — «Металлург» — «Локомотив» 0:2
- 1/16 финала кубка России 2010—2011 — «Металлург» — «Спартак» 0:1